# Flotta FITRAM
La flotta FITRAM era costituita da un insieme di unità che svolgevano servizio pubblico passeggeri nel Golfo della Spezia dal 1954 al 1998, a completamento dei servizi autofiloviari svolti dalla medesima società.

## Storia

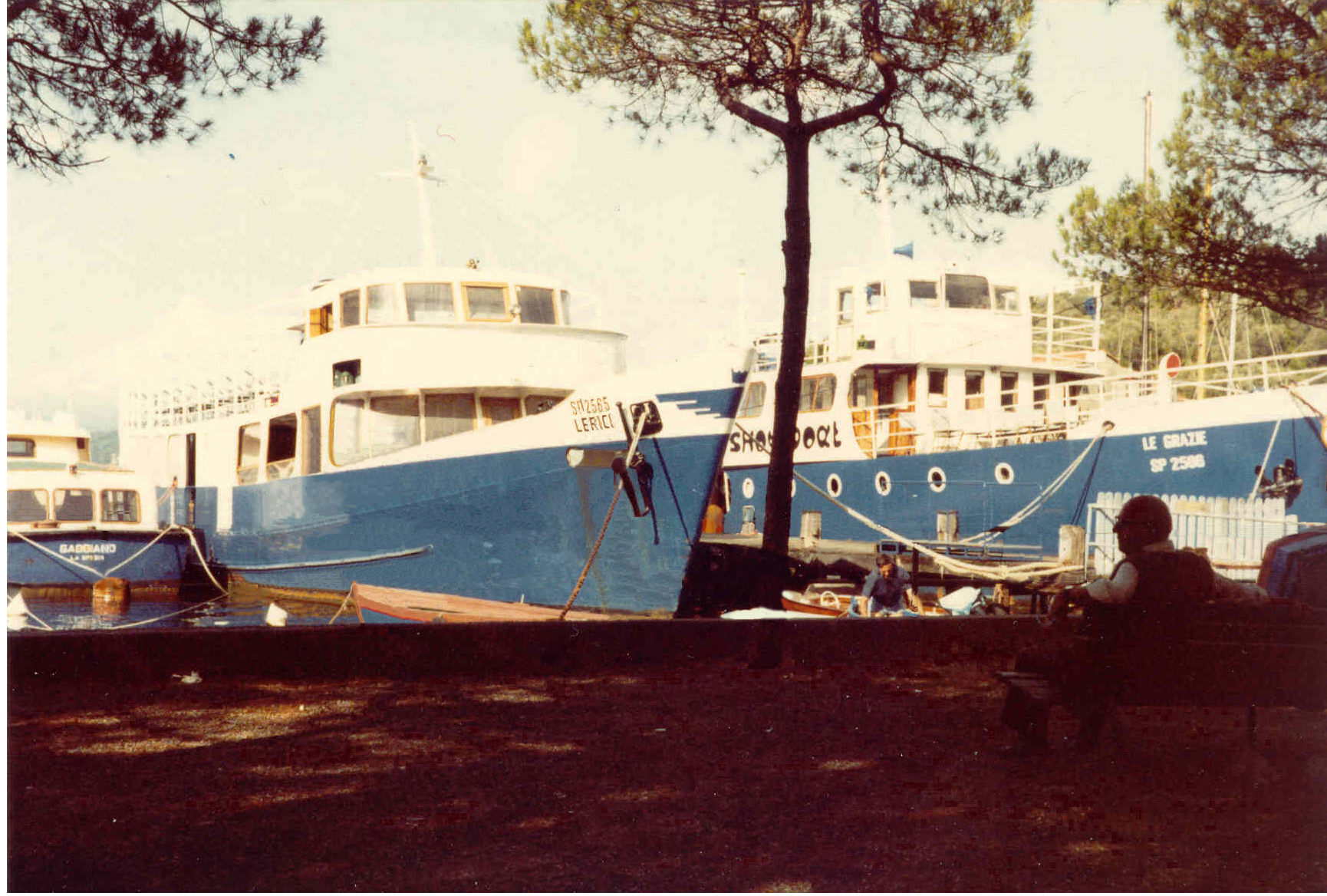
Alcune unità FITRAM/INTUR ormeggiate a Le Grazie (Porto Venere)

Il Golfo della Spezia, per la sua conformazione geografica, la presenza di scali sulle isole Palmaria e Tino, nonché di alcune località facilmente collegabili via mare (prime fra tutti Lerici e Portovenere), ha sempre costituito un territorio ideale per l'esercizio di servizi marittimi di linea.

### La costituzione della FITRAM e i primi servizi
Nel 1953, di fronte ad una situazione economica da parte delle aziende private Società Linee del Golfo e Cooperativa Esperia, la FITRAM (Filovie Tranvie e Autolinee Municipali), azienda di proprietà del Comune della Spezia che aveva esercito anche la rete tranviaria urbana e la successiva filovia, avanzò richiesta di un contributo da parte dello Stato per l'acquisto di unità navali da dedicare ad un servizio regolare, che avrebbe avuto inizio nel 1955. Furono dunque ordinati al cantiere INMA quattro motoscafi con scafo metallico, dalla capacità di 100 passeggeri ciascuno, che entrarono in servizio fra il 1955 (M/S Alcione, M/S Ibis) ed il 1956 (M/S Cigno, M/S Gabbiano).
Frattanto fu acquisito, sempre nel 1955, un altro motoscafo che prestava servizio sul lago Trasimeno con il nome di Esperia II. Ribattezzato Albatros, lo stesso prese servizio nel golfo spezzino nel 1954 sulle relazioni La Spezia-Lerici-Fiascherino e Fiascherino-Lerici-Portovenere.
Nel 1956, la FITRAM rilevò il patrimonio della citata Cooperativa Esperia, costituito da due motonavi una delle quali la Portovenere (ex piroscafo Esperia, trasformato nel 1955) fu demolita nel 1957 mentre l'altra, battezzata Le Grazie (ex Vittoria, trasformata nel 1954), fu mantenuta per il servizio La Spezia-Portovenere. Tale unità nel 1959 fu radicalmente ammodernata con la sostituzione dei propulsori e la parziale ricostruzione dello scafo, per una capienza complessiva di 400 passeggeri.
Fino all'ammodernamento subito negli anni Settanta, il Le Grazie aveva una vistosa livrea bianco/azzurra con grossi fiori disegnati attorno agli oblò ed una vistosa scritta “Show Boat”, a sottolinearne l'utilizzo per numerose “serate danzanti” sul mare, dal 1964 al 1980) ospitando a bordo l'orchestra jazz del cantante Tony Parisi. Successivamente all'ammodernamento della flotta attuato nel 1977, sparirono sia i fiori attorno agli oblò che l'elaborato fregio a prua.
Nel 1958 fu rilevato anche il patrimonio in carico alla Società Linee del Golfo: oltre al piroscafo San Terenzo (ex Regina d'Italia), demolito nel 1957 era presente un'altra unità, il piroscafo Lerici (ex Unione Operaia), da allora impiegato sulla relazione La Spezia-Lerici-Portovenere. La storia di tale “vaporetto” era già assai travagliata: requisito nel 1940 dalla Regia Marina ed iscritto nel ruolo del naviglio ausiliario dello stato con sigla F 15, nell'aprile 1943 esso incappò in una mina ed affondò alla Spezia, per poi essere successivamente recuperato e rimesso in servizio. Anche tale unità fu oggetto di un radicale ammodernamento, attuato nel 1962-1963, che permise di ottenere una motonave con scafo metallico. La capacità di trasporto divenne di 420 passeggeri.
Nel 1974 l’Albatros fu messo in disarmo e, con lo scafo dipinto in grigio e ceduto ad una locale impresa di lavori subacquei.

### Il passaggio all'IN TUR ed il declino
Nel 1977, a seguito di una riforma del trasporto pubblico locale pensata per fronteggiare le difficili condizioni economiche delle aziende interessate, i servizi su gomma della zona, fino ad allora svolti dalla SITA e dalla stessa FITRAM, passarono alla neocostituita Azienda Consortile Trasporti (ATC).
Contestualmente la flotta mutò parzialmente aspetto: in tale periodo lo scafo da azzurro era passato a blu e, oltre alle modifiche estetiche già viste per il Le Grazie, i quattro motoscafi avevano visto la soppressione dei caratteristici lucernai presenti negli ambienti passeggeri. Il servizio marittimo fu rilevato dall'IN TUR (Iniziative Turistiche) che rilevò dunque la flotta FITRAM, modificando gli orari del servizio e riducendo progressivamente, fino ad eliminarli, i collegamenti fra i piccoli centri della costa (scali di Marola, Fezzano, Cadimare, San Terenzo).
A seguito di tali scelte i quattro motoscafi del '56 furono messi in disarmo a Le Grazie, che era l'abituale scalo di riferimento della flotta FITRAM. La presenza di tali unità, con i 4 motoscafi ormeggiati ad altrettante boe e le due motonavi attraccate al pontile sociale (oggi scomparso) è un elemento caratteristico delle cartoline e delle immagini di Le Grazie presenti sulle guide turistiche degli anni Settanta.

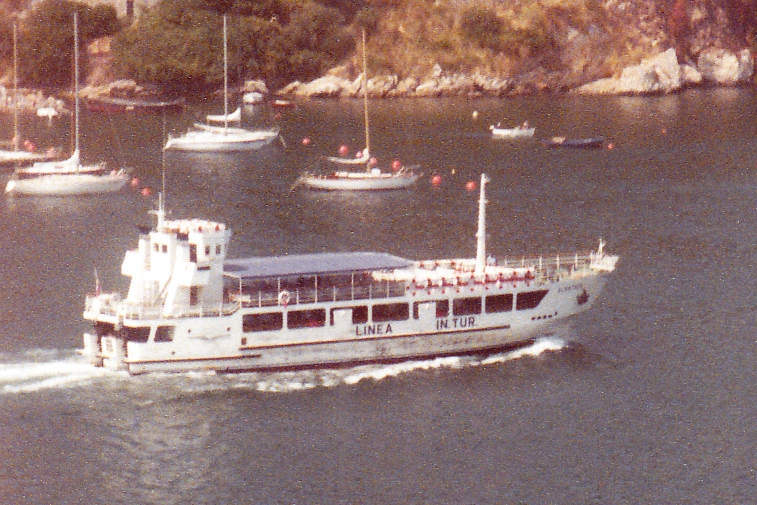
L'Albatros I nel 1981, primo anno di servizio, in rada a le Grazie

Con un nuovo sostegno finanziario governativo, l'IN TUR riarmò nel 1980 il Gabbiano ed ordinò ai cantieri di Cadimare due nuove unità, l’Albatros I, una motonave da 650 passeggeri varata nel 1981, ed il Cormorano, da 400 passeggeri, varato nel 1982. Quest'ultimo era stato presentato alla stampa come destinato a svolgere un servizio di “mini crociere” nei mari della Liguria, ma tale intendimento non ebbe seguito.

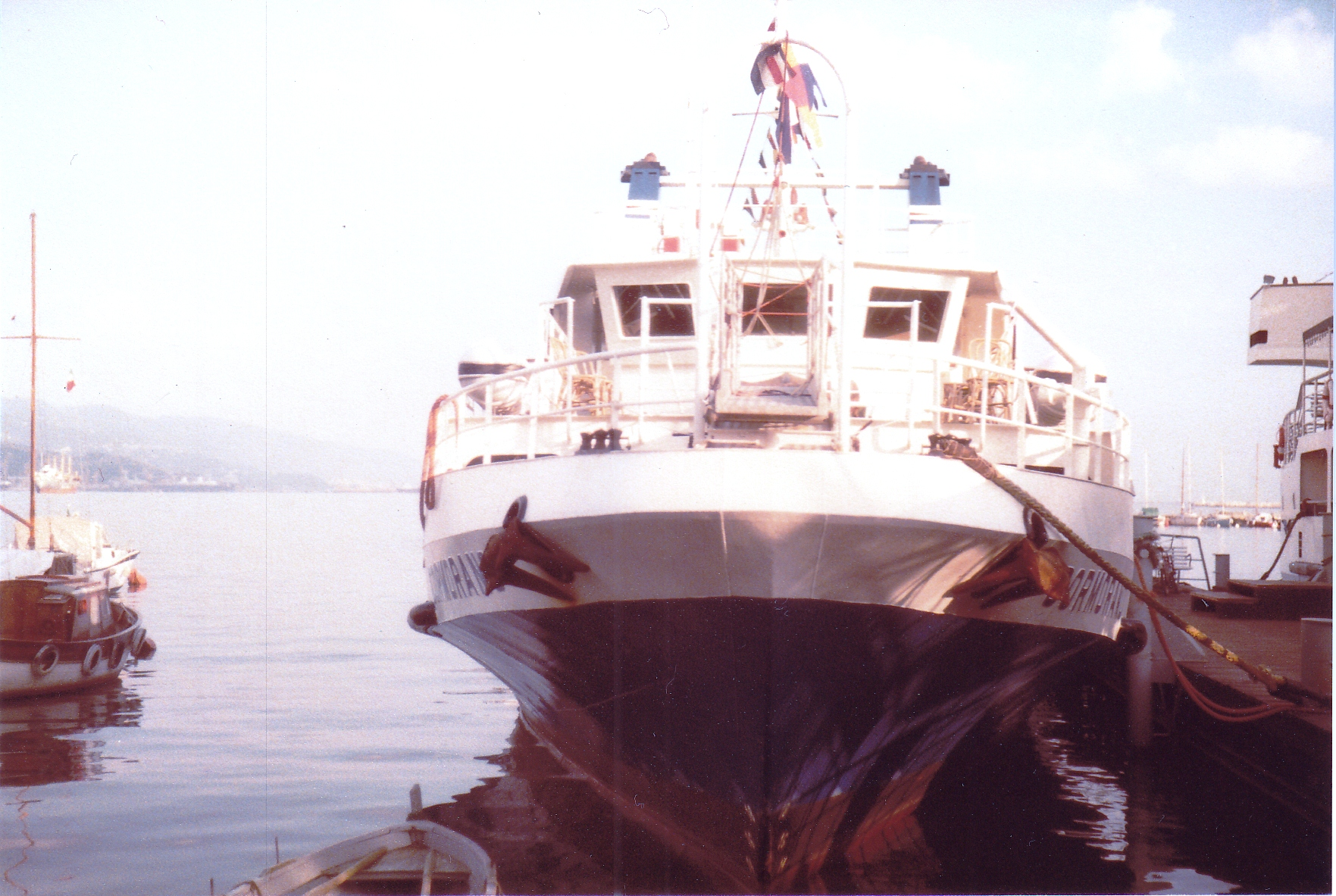
Il Cormorano nel 1984

Parallelamente furono messe in disarmo il Lerici ed il Le Grazie; quest'ultimo, a causa della mancata manutenzione dello scafo ancora in legno, affondò parzialmente a Le Grazie nell'estate del 1983 e fu demolito l'anno successivo. Al medesimo demolitore fu venduto anche il Lerici, demolito poi nel 1988.
Frattanto nel 1983 il Gabbiano fu parzialmente ricostruito, rialzando l'area destinata ai passeggeri nell'area poppiera e portandola allo scoperto; analoga trasformazione subì, l'anno successivo, il Cigno, che riprese il servizio. Si trattò degli ultimi servizi svolti: dopo l’Ibis, venduto nel 1986 ad un gruppo di sommozzatori locale e l’Alcione, venduto nel 1987 e trasferito due anni dopo a Genova, anche Cigno e Gabbiano furono definitivamente ceduti nel 1990.
Le scelte gestionali di IN TUR si rivelarono negative: dal 1986 l'azienda passò all'amministrazione controllata per due anni, e fu poi successivamente trasformata in Srl fino alla sua fusione per incorporazione nella Navigazione Golfo dei Poeti avvenuta alla fine del 1998.

## La flotta - prospetto riassuntivo
| Nome        | IMO     | Costruzione | Cantiere                           | Tipologia | Lunghezza | Note                                                                                                  |
| ----------- | ------- | ----------- | ---------------------------------- | --------- | --------- | --- |
| Portovenere | -       | 1892        | Carnarvon of Shields               | Motonave  | 32,18 m   | Ex piroscafo Esperia, trasformato in motonave nel 1955. Demolito nel 1957                             |
| Le Grazie   | 5204699 | 1929        | Torquato Schisano, Sorrento        | Motonave  | 33,37 m   | Ex Vittoria, trasformato nel 1954. Demolito nel 1984.                                                 |
| San Terenzo | -       | 1895        | Larini & Nathan, La Spezia         | Piroscafo | 26,38 m   | Già Regina d'Italia, ex Regina. Demolito nel 1958                                                     |
| Lerici      | 5206788 | 1906        | Cooperativa Navale Operaia, Lerici | Motonave  | 34,69 m   | Ex piroscafo Unione Operaia, trasformato nel 1963 in motonave, con scafo metallico. Demolito nel 1982 |
| Albatros    | -       | 1950        | Picchiotti, Viareggio              | Motoscafo | 16,20 m   | Ex Esperia II, venduto nel 1975 ad un privato                                                         |
| Alcione     | -       | 1955        | INMA, La Spezia                    | Motoscafo | 18,22 m   | Ceduto nel 1987 ad una società di Genova                                                              |
| Ibis        | -       | 1955        | INMA, La Spezia                    | Motoscafo | 18,22 m   | Ceduto nel 1986 a Sub Trasporti sas, La Spezia                                                        |
| Cigno       | -       | 1956        | INMA, La Spezia                    | Motoscafo | 20,27 m   | Ceduto nel 1987 ad una società di Portoscuso                                                          |
| Gabbiano    | -       | 1956        | INMA, La Spezia                    | Motoscafo | 20,27 m   | Ceduto nel 1987 ad una società di Portoscuso                                                          |
| Albatros I  | 8108183 | 1981        | Clemna, Cadimare                   | Motonave  | 36, 02 m  | Ceduto nel 1998 a Navigazione Golfo dei Poeti, in servizio                                            |
| Cormorano   | 8226569 | 1982        | Clemna, Cadimare                   | Motonave  | 32,20 m   | Ceduto nel 1998 a Navigazione Golfo dei Poeti, demolita nel 2009 alla Spezia                          |

## Galleria d'immagini

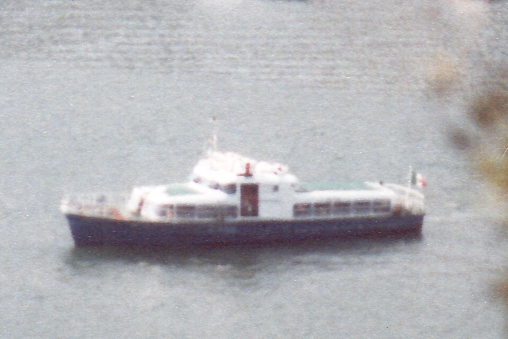
Il Gabbiano nel 1983 appena rimesso in servizio, prima della sua trasformazione.
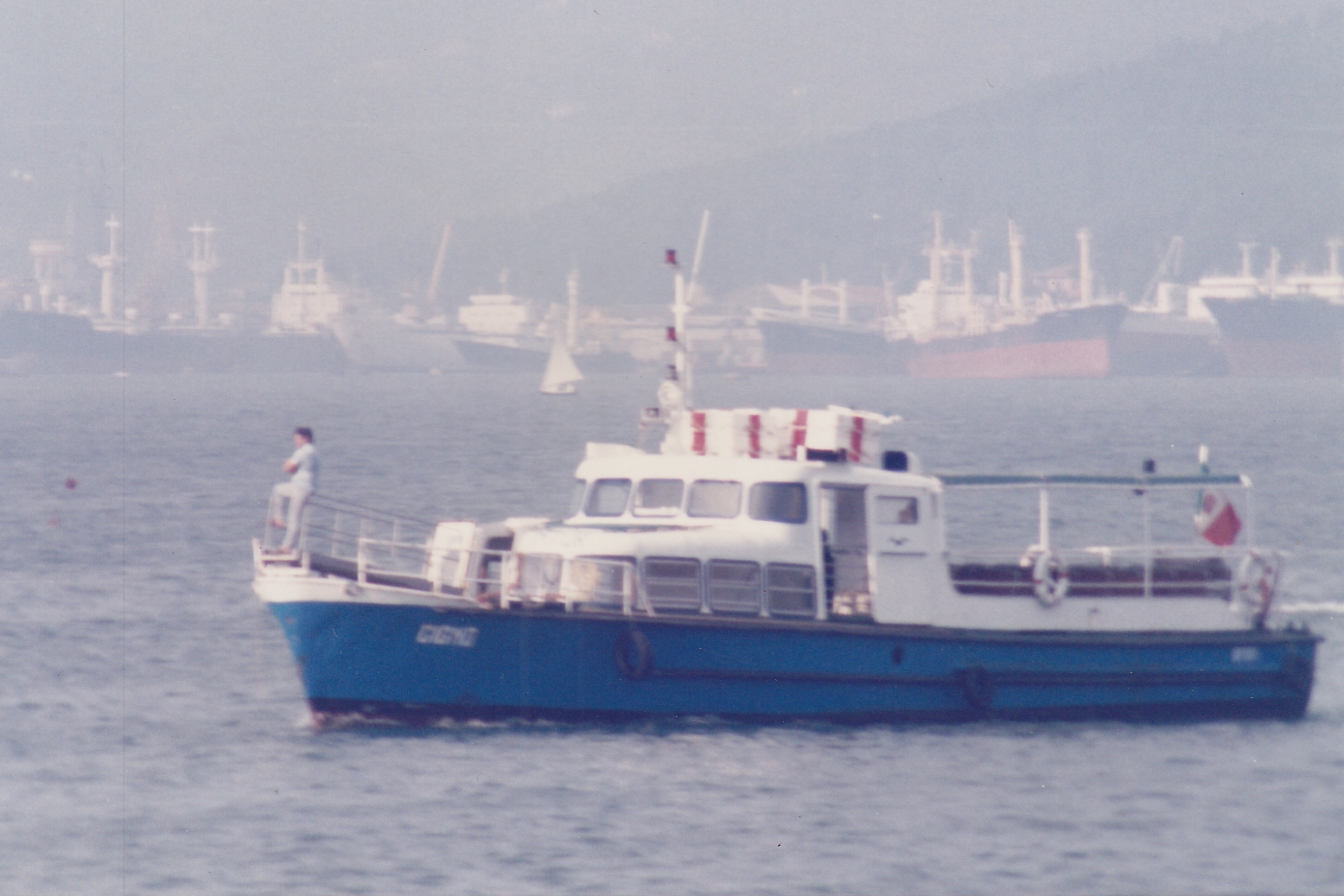
Il Cigno nel 1985, dopo la trasformazione alla zona poppiera.
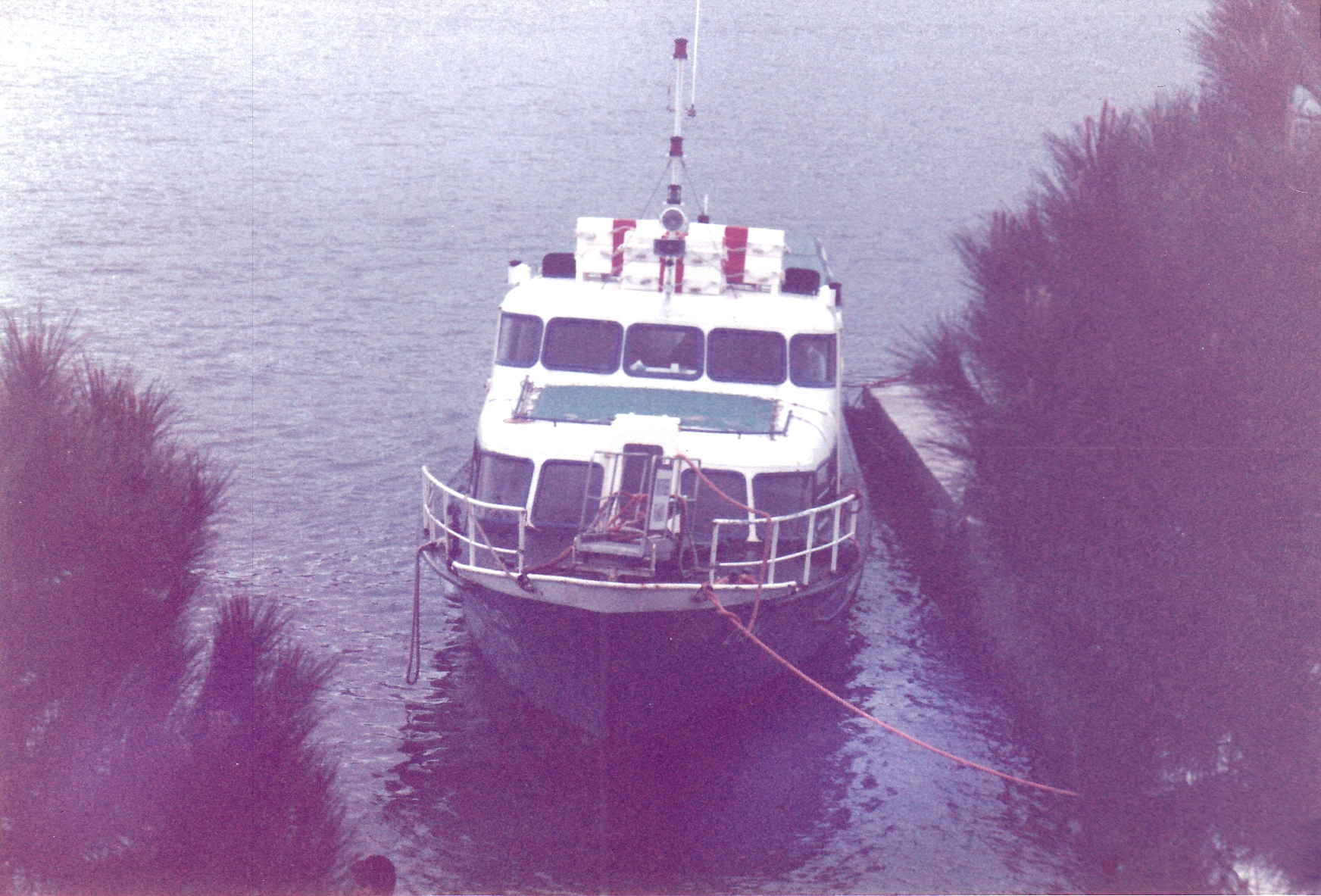
Il Cigno nel 1983.
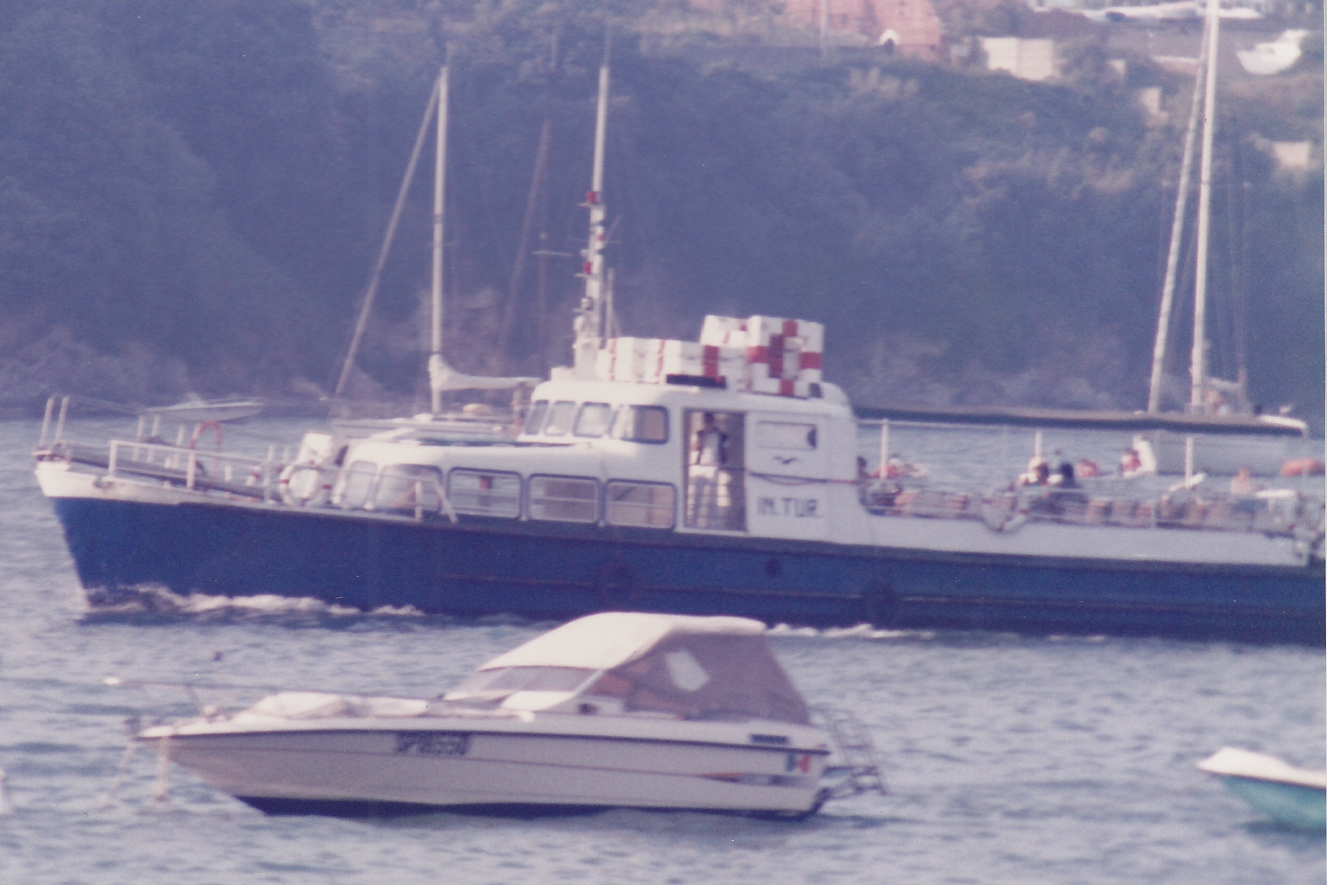
Il Gabbiano a Le Grazie nel Settembre 1985.
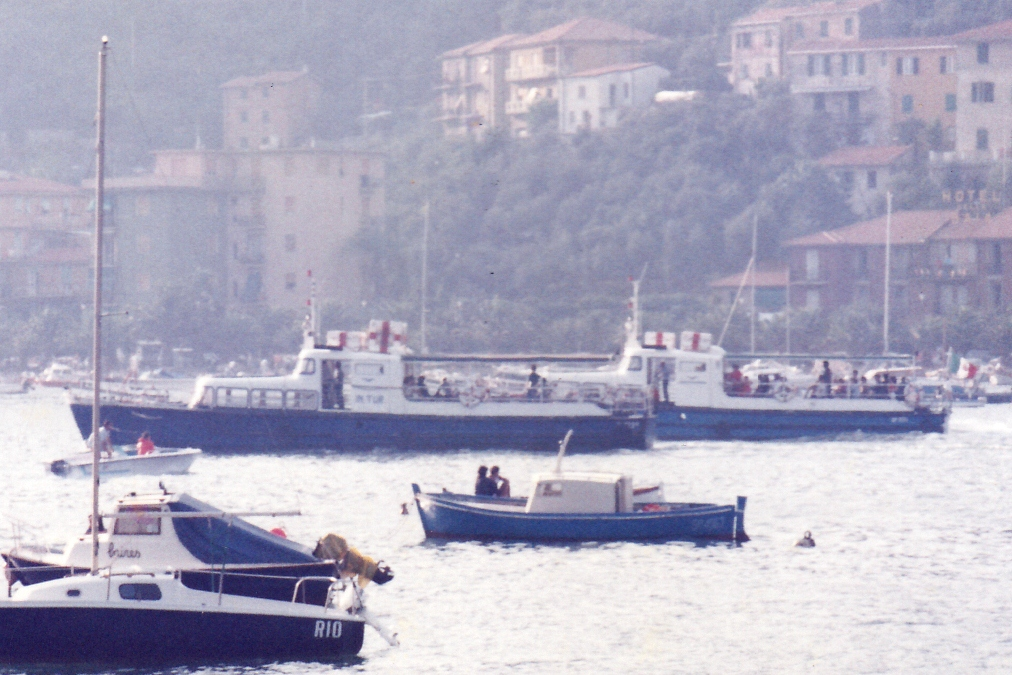
Cigno e Gabbiano affiancati, nel 1985.
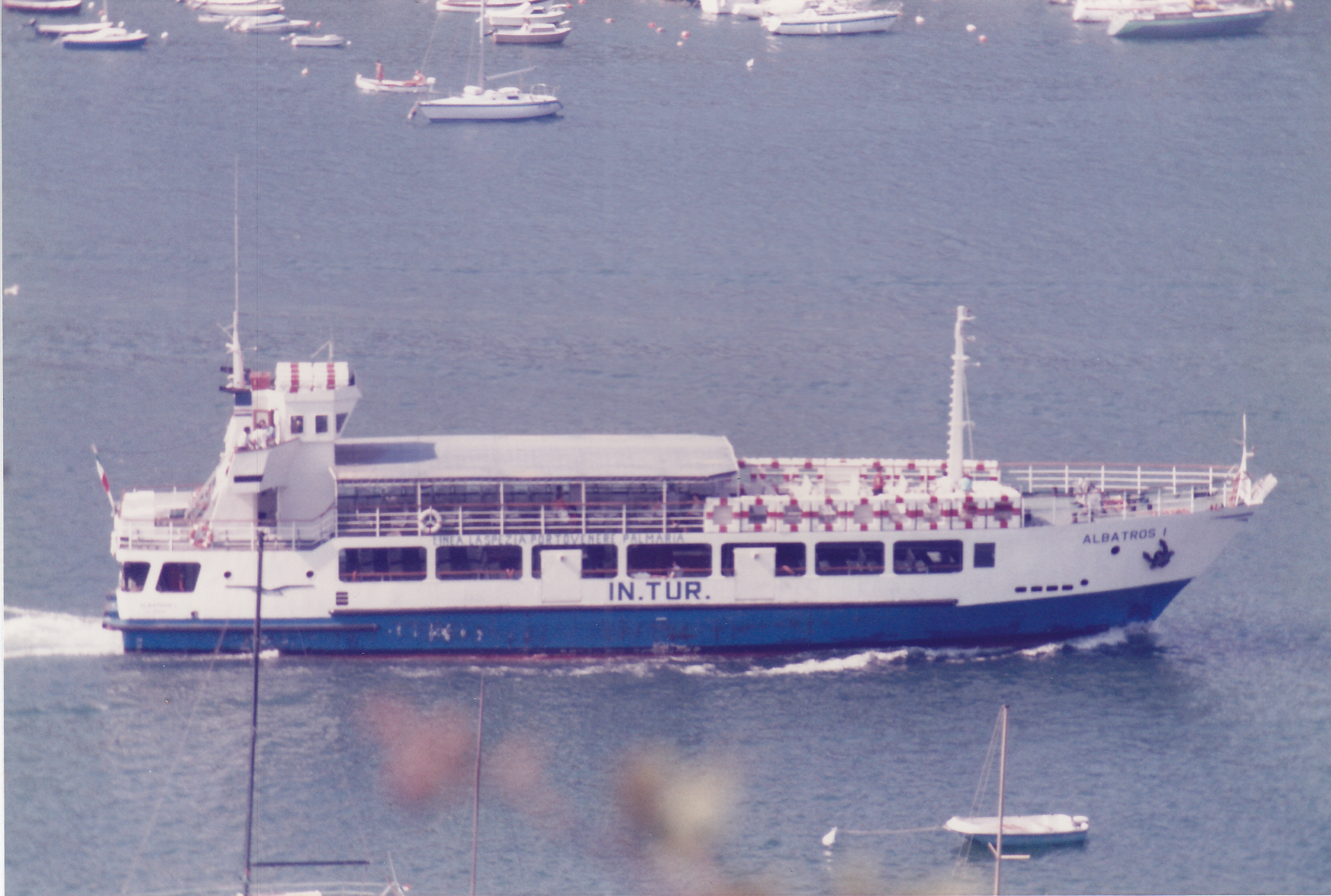
L'Albatros I a Le Grazie nel 1985.
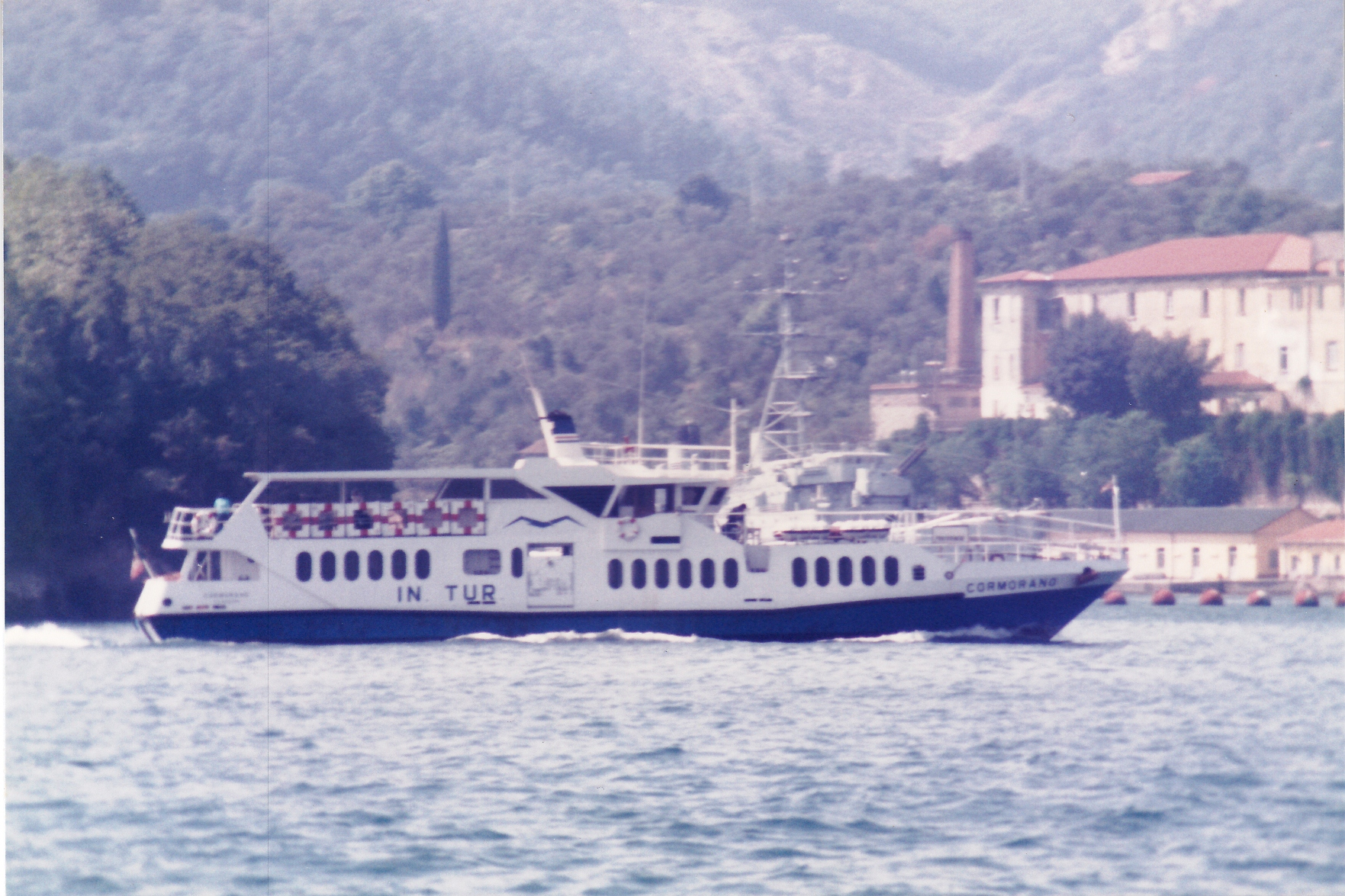
Il Cormorano in navigazione nel 1985.